# Дальнє (Бахчисарайський район)
Да́льнє (до 1945 року — Ескі́-Камишли́, крим. Eski Qamışlı, Старий Камишли́) — село в Україні, у Бахчисарайському районі Автономної Республіки Крим. Підпорядковане Верхньосадівській сільській раді.
Відстань від райцентру становить 20 кілометрів по прямій.
Розташоване за 6 км на захід від села Верхньосадового. Площа села 20,2 га, дворів — 204, населення становить 517 осіб.

## Історія
У 1937 році була створена Кримська помологічна станція — центр плодових та горіхоплідних культур Всесоюзного Інституту Рослинництва в долині Бельбека. Наукове селище ВІР (згодом імені Вавилова), адміністративно входило до складу села Камишли.
У 1945 році перейменовано в Дальнє.
Як окреме село утворене у 1965 році.
7 вересня 2023 року село перейшло зі складу міста зі спеціальним статусом Севастополь до Бахчисарайського району Автономної Республіки Крим.